# Mokumokuren

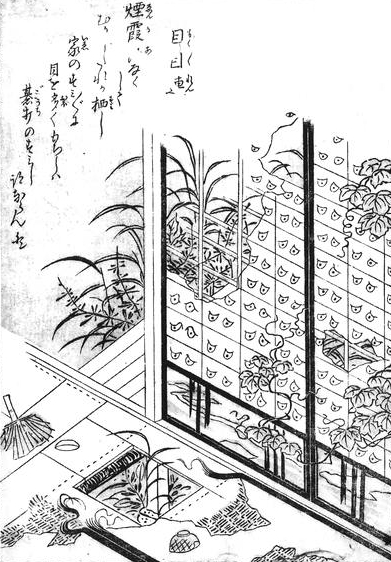
Un mokumokuren tel que représenté par Toriyama Sekien.

Dans la mythologie japonaise, les mokumokuren (目目連) sont des esprits yōkai (妖怪, fantôme, étrange apparition). Il s'agit d'un type de tsukumogami, les yōkai-objets.

## Étymologie
Le nom mokumokuren signifie littéralement « nombreux yeux » ou « yeux permanents ».

## Description
Il est dit que lorsque les shōji, ces portes et fenêtre coulissantes en papiers, n'étaient entretenues pendant longtemps, des yeux fantomatiques pouvaient apparaitre dans les trous qui n'ont pas été réparés.
Bien qu'ils apparaissent dans des shōji déchirés, ils peuvent également se trouver dans les tatami (tapis de sol) et dans les murs. Le mokumokuren est considéré par les Japonais comme l'un des habitants traditionnels des maisons hantées. La seule façon de supprimer l'esprit de la paroi est d'en combler les trous.
Ces yōkai sont inoffensifs mais peuvent indiquer la présence d'autres créatures, notamment d'autres tsukumogami, plus dangereux.
Les mokumokuren passent pour être une invention de Toriyama Sekien.

## Légendes autour des mokumokuren
- Un marchand ambulant avare a une fois essayé d'économiser de l'argent en dormant dans une maison abandonnée plutôt que dans une auberge. Se réveillant au milieu de la nuit, il a été confronté à (presque) tout un shōji les yeux fixés sur lui. Au lieu de prendre peur, il a enlevé les globes oculaires de l'écran et les a vendus à un chirurgien oculaire local[4].

- Dans une autre histoire, un voyageur déterminé à rester dans la même maison qu'un mokumokuren, tente de l'ignorer en enveloppant étroitement autour de sa tête la couverture sous laquelle il dort. Quand il se réveille, il découvre que ses yeux ont été enlevés et ne peut les retrouver. Peut-être ses yeux avaient-ils rejoints ceux déjà ensevelis dans le mokumokuren[4].

## Référence au mokumokuren
Le pokémon Ama-ama est inspiré du mokumokuren et du nurikabe, un autre yōkai ayant l'apparence d'un mur.
La mangaka Mokumokuren a un pseudonyme faisant référence au nom de cette créature.
Le mokumokuren apparait également dans la franchise Kitaro le repoussant.

## Source de la traduction
- (en) Cet article est partiellement ou en totalité issu de l’article de Wikipédia en anglais intitulé « Mokumokuren » (voir la liste des auteurs).